# Canale Nantes-Brest

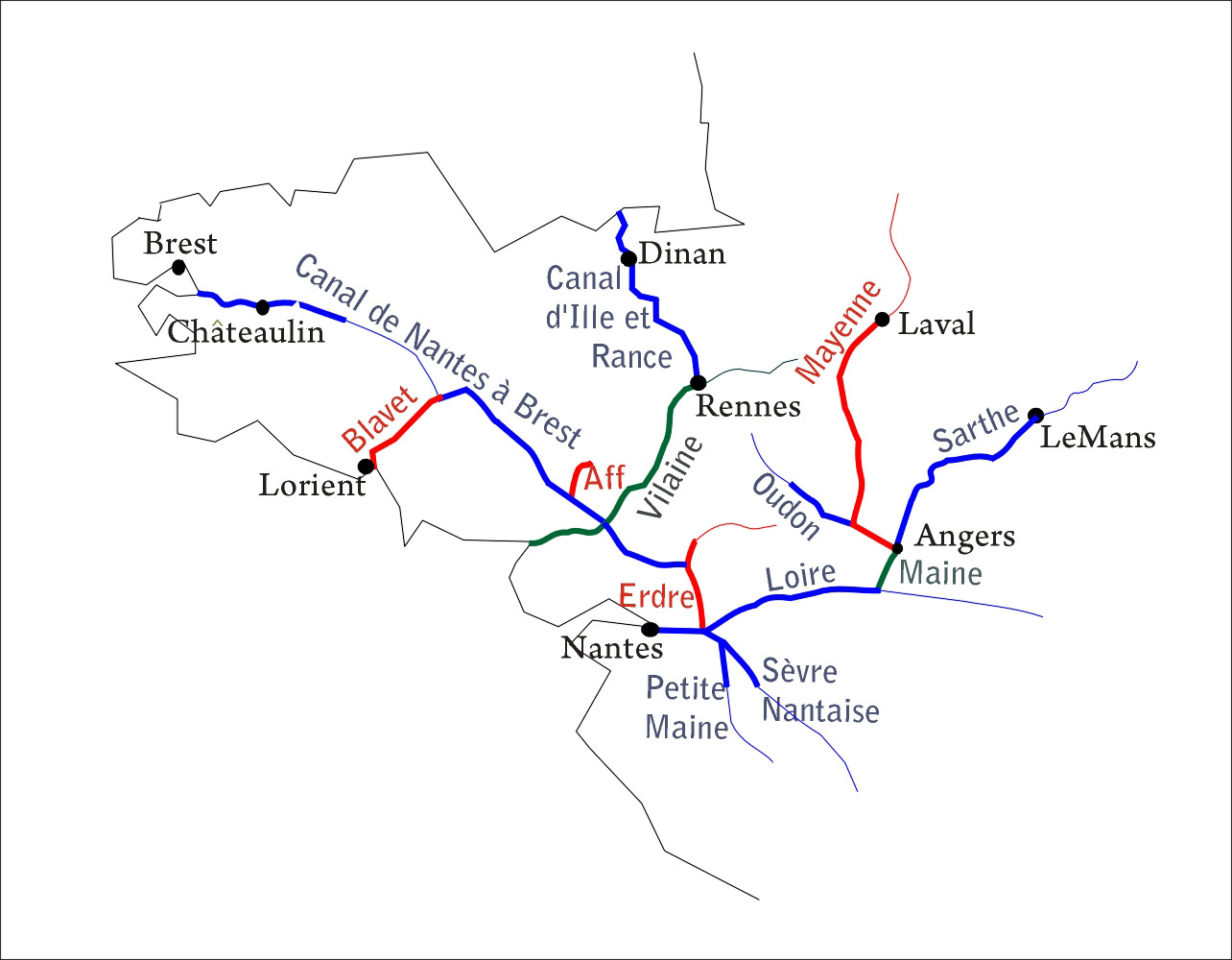
Mappa dei canali navigabili della regione bretone con evidenziato anche il canale Nantes-Brest.

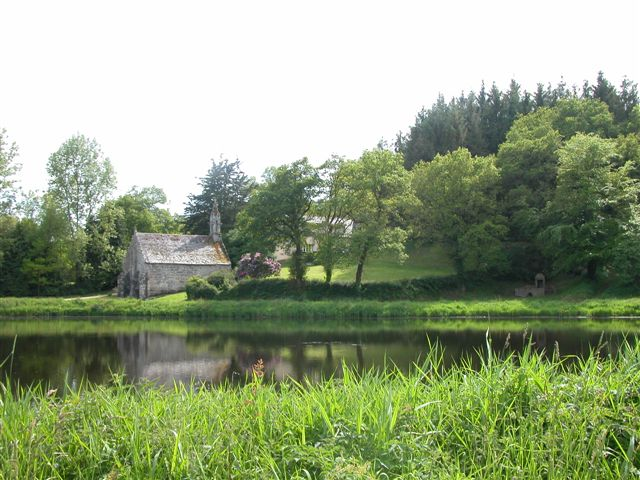
La cappella di Notre-Dame de la Pitié, a Mellionnec nelle Côtes-d'Armor, posta sulla riva del canale Nantes-Brest

Il Canale Nantes-Brest è un canale navigabile francese a piccola sezione che collega le città di Nantes e Brest in Bretagna e si alimenta nelle valli dei fiumi Isac, Oust e del Blavet (al quale si congiunge nella cittadina di Pontivy), del Doré, dell'Hyères e dell'Aulne. Questi fiumi sono uniti da tre canali di collegamento che attraversano lo spartiacque.
La realizzazione del canale risale alla prima metà del XIX secolo e si estende per una lunghezza di 364 km.

## Storia
L'idea di aprire una via di navigazione interna nella Bretagna risale ancora al XVI secolo.
Nel 1769 fu proposto un primo progetto e ne furono elaborati i relativi piani di esecuzione. Si dovette tuttavia attendere l'inizio del XIX secolo ed il blocco di Brest da parte del Regno Unito (ammiraglio Sir William Cornwallis), per convincere Napoleone Bonaparte dell'importanza strategica di sbloccare Brest dall'interno del paese. Ecco le date chiave del piano di esecuzione:
- 1803: l'ingegnere Guy Bouessel è incaricato di studiare il progetto;
- 1811: inizio dei lavori;
- 1858: inaugurazione del canale da parte di Napoleone III.

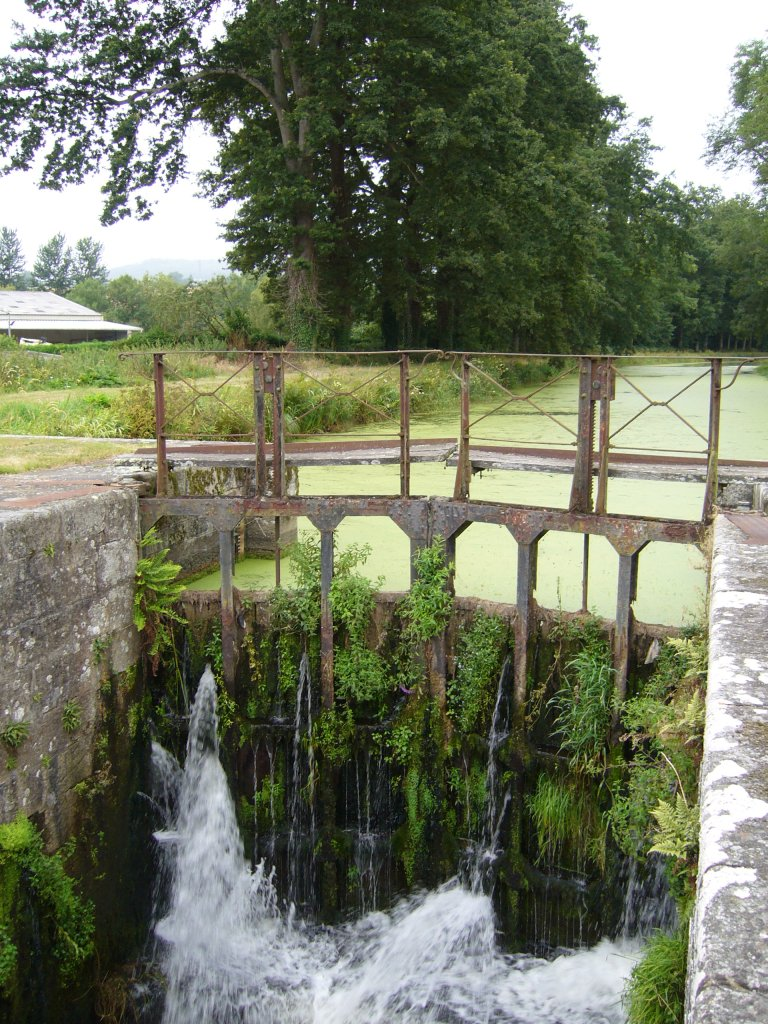
Chiusa abbandonata del canale Nantes-Brest sulla parte ormai non navigabile Pontivy - sbarramento di Guerlédan

A partire dal 1923 la costruzione dello sbarramento di Guerlédan ed i progressi della ferrovia misero la parola fine al trasporto mercantile per via d'acqua dolce fra Nantes e Brest.
Oggi gabarre e clienti sono scomparsi, l'alzaia è frequentata da sportivi che praticano il jogging o il ciclismo e da pescatori, mentre le chiuse si aprono solo al passaggio di imbarcazioni da diporto.

## Geografia

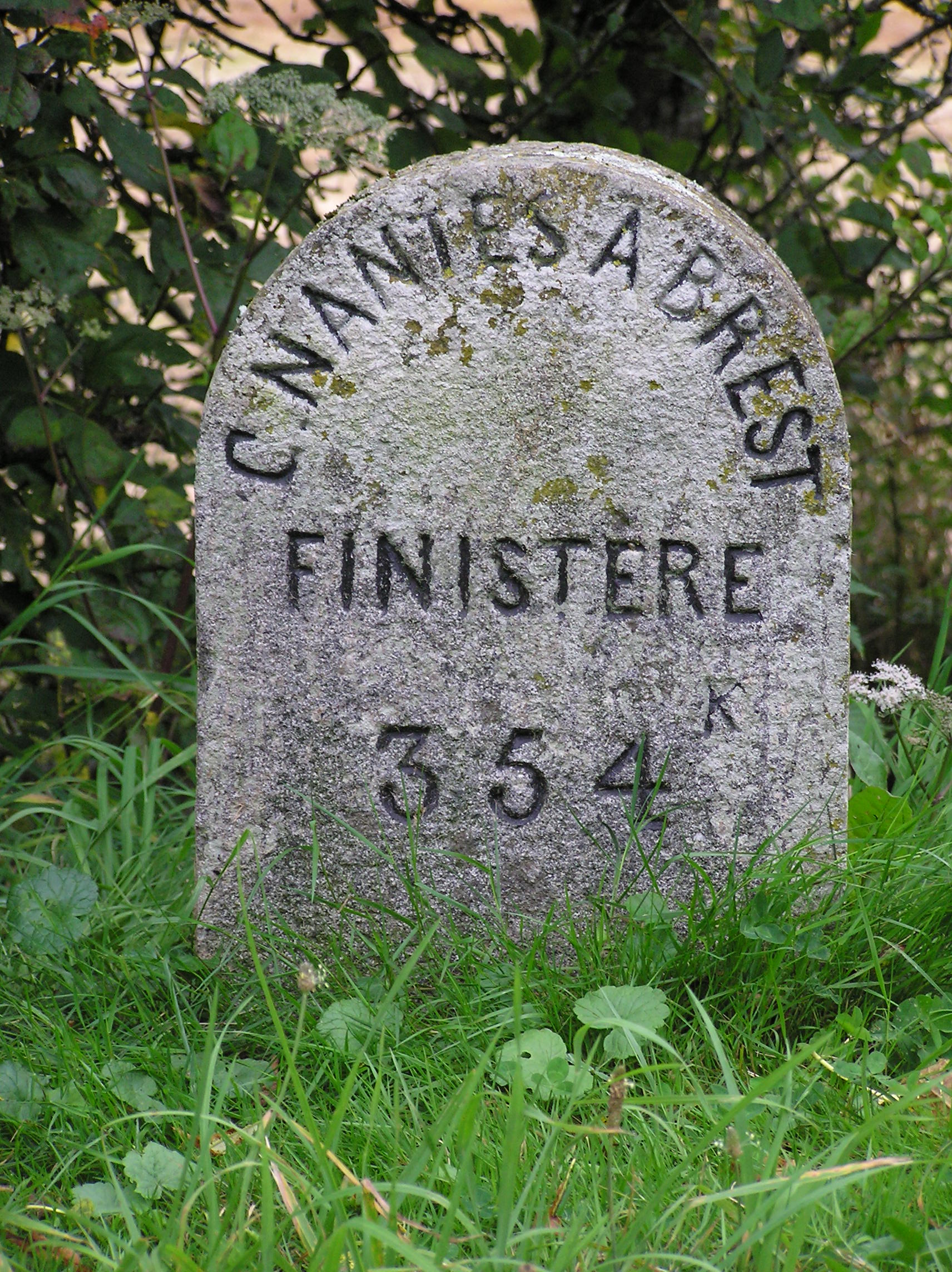
Cippo 354 del canale

Il canale misura, da l'Erdre al Aulne, 364 km ma non è artificiale che per il 20 % della sua lunghezza, circa 73 km. Infatti ben otto corsi d'acqua sono stati canalizzati per alimentarlo o modificati per renderli navigabili, diventando i rami di una sorprendente rete navigabile bretone.
Gli operai, talvolta mano d'opera locale, spesso reclusi o prigionieri di guerra, e gli ingegneri crearono in totale circa 600 km di via e 325 chiuse nei cinque dipartimenti attraversati dal canale.

## Turismo e diporto
Dopo l'erezione dello sbarramento di Guerlédan la navigazione del canale è limitata ai tratti da Nantes a Pontivy e da Carhaix-Plouguer al mare. I podisti ed i ciclisti possono però percorrerne l'intera lunghezza grazie all'alzaia che lo fiancheggia.
Nel Finistère il canale presenta 46 chiuse su 100 km, attraversa 22 comuni con numerosi porti e luoghi di soggiorno per podisti, ciclisti, cavalieri, canoisti, ecc.

## Il canale in cifre

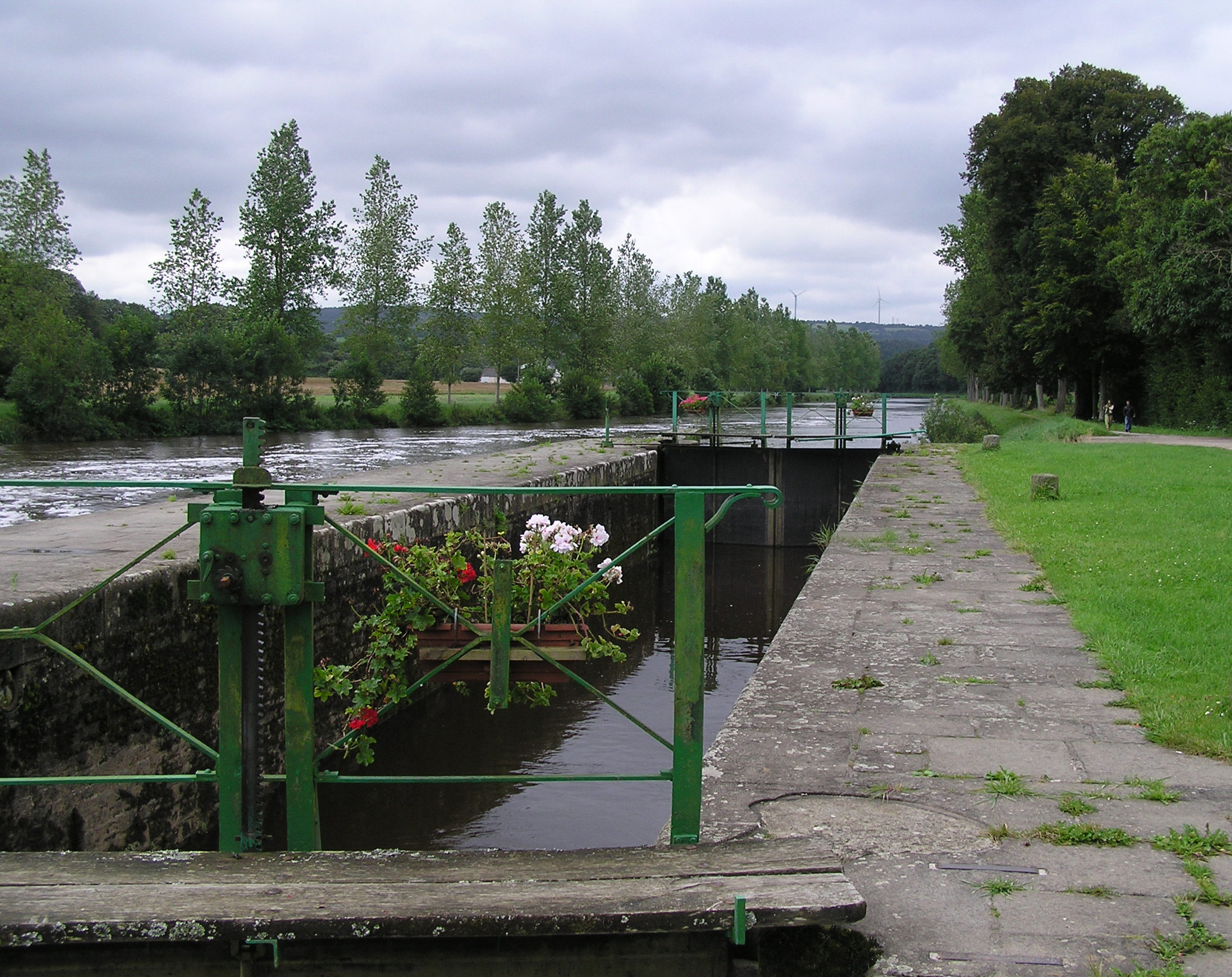
Chiusa nº234, Toul ar rodo

Il canale da Nantes a Brest comprende:
- 238 chiuse di cui 18 sommerse dallo sbarramento di Guerlédan
- 8 corsi d'acqua canalizzati: l'Erdre, l'Isac, l'Oust, il Blavet, il Doré, il Kergoat, l'Hyères e l'Aulne.
- 3 gore di distribuzione: Bout-de-Bois (alt. 20 m), Hilvern (alt. 129 m), Glomel (alt. 184 m)

Costo dei lavori: 160 milioni di franchi-oro del 1860 (circa 150 milioni di Euro nel 2002).